# Кровь эльфов
Кровь эльфов (пол. Krew elfów) — третья книга из цикла «Ведьмак» польского писателя Анджея Сапковского.

## Сюжет книги
Примерно за год до событий романа (как было описано в рассказе «Нечто большее») империя Нильфгаард нападает на королевство Цинтра. Королева Калантэ, смертельно раненная, совершает самоубийство, а её внучке Цирилле (Цири), которую также называют «Львёнок Цинтры», удается бежать из столицы, охваченной огнем. Эмгыр вар Эмрейс, император Нильфгаарда, посылает своих шпионов, чтобы найти её, поскольку помимо королевского происхождения в жилах Цири течет кровь эльфов, которая дает ей огромный магический потенциал. Война заканчивается поражением Нильфгаарда объединёнными силами королевств Севера, но империя сохраняет большую часть своей мощи.
Спустя почти два года после перемирия правители Северных королевств тайно встречаются, чтобы обсудить политическую ситуацию. Мир с Нильфгаардом оказался не таким, каким он должен был быть: финансовое влияние империи разрушает экономику Севера, имперские эмиссары агитируют аристократов и торговцев против своих монархов, эльфы и краснолюды сформировали партизанские отряды под названием «скоя’таэли» и проводят террористические акты против людей. И в каждом крупном городе религиозные фанатики с оглядкой на пророчество Итлинны говорят о скорой гибели мира. Короли решают начать войну, прежде чем империя ещё больше ослабит их королевства, чтобы вернуть себе Цинтру. Они знают, что Эмгыр ищет Цири, чтобы жениться на ней и таким образом узаконить свою продолжающуюся оккупацию Цинтры. Для предотвращения этого монархи решают найти и убить Цири.
Цири находится под опекой ведьмака Геральта из Ривии, который забирает её с собой в крепость ведьмаков, Каэр Морхен, чтобы обучить её ремеслу ведьмаков. Однако затем ведьмаки просят помощи у Трисс Меригольд, молодой чародейки, чтобы она пришла в Каэр Морхен и помогла со странным и ненормальным поведением Цири. Многое из того, что наблюдает Трисс — это обычные аспекты взросления девочки, о которых не знают мужчины-ведьмаки, но в конце концов она понимает, что Цири — «Исток». Трис признает, что не в силах контролировать её дар, и советует Геральту обратиться за помощью к его бывшей возлюбленной Йеннифэр, более опытной и могущественной чародейке.
В это же время чародей-недоучка Риенс разыскивает Цири. Риенс служит более могущественному магу, личность которого остается неизвестной. Он захватывает в плен друга Геральта, барда Лютика, и пытает его, чтобы получить информацию о Цири. Лютика спасает своевременное вмешательство Йеннифэр, которая вступает в поединок с Риенсом. Риенс все же сумеет убежать через портал, открытый его хозяином, будучи травмированным от мощного заклинания чародейки.
Весной Геральт покидает Каэр Морхен вместе с Трисс и Цири, намереваясь доставить Цири в храм Мелитэле в Элландере, где она получит образование у жрицы Нэннеке. По дороге Трисс внезапно заболевает, и они присоединяются к краснолюдской компании Ярпена Зигрина, который ведет караван короля Хенсельта из Каэдвена. Забредя в святыню эльфов, Геральт рассказывает Цири об Аэлирэнн — эльфийке, которая давно была лидером безнадежного восстания эльфов против людей. Караван неожиданно подвергается нападению скоя’таэлей, после чего выясняется, что миссия по сопровождению была ловушкой, устроенной королями, которые сомневались в лояльности Ярпена.
В Элландере Цири по-прежнему преследуют тревожные сны, пока не прибывает Йеннифэр, которая начинает обучать её магии.
Тем временем Геральт выслеживает Риенса и его предводителя. Вместе с Лютиком, студенткой-медичкой Шани и чародейкой Филиппой Эйльхарт он затевает схватку с Риенсом, в ходе которой оба получают сильные ранения. Снова вмешивается хозяин Риенса, открывая для него портал, а Филиппа не даёт Геральту догнать его.
Когда Йеннифэр и Цири собираются покинуть храм в Элландере, из первоначальной неприязни их отношения переросли в связь, подобную отношениям матери и дочери.

## Российские издания
| Издательство | Серия                           | В составе книги               | Формат      | Переплёт | Страниц | ISBN          | Дата публикации                            |
| ------------ | ------------------------------- | ----------------------------- | ----------- | -------- | ------- | ------------- | ------------------------------------------ |
| «АСТ»        | «Век Дракона»                   | «Кровь эльфов»                | 84x108 1/32 | Твёрдый  | 480     | 5-697-00017-0 | 12 сентября 1996 года 28 августа 2000 года |
| «АСТ»        | «Золотая серия фэнтези»         | «Кровь эльфов. Час Презрения» | 84x108 1/32 | Твёрдый  | 640     | 5-17-000031-6 | 1 октября 2003 года                        |
| «АСТ»        | «Библиотека Фантастики»         | «Геральт»                     | 60x90 1/16  | Твёрдый  | 1168    | 5-17-024518-1 | 1 октября 2003 года                        |
| «АСТ»        | «Библиотека мировой фантастики» | «Геральт»                     | 60x90 1/16  | Твёрдый  | 1168    | 5-17-024519-Х | 3 августа 2004 года                        |